# بافيل كرماش
بافيل كرماش (بالتشيكية: Pavel Krmaš)‏ (مواليد 3 مارس 1980 في بروموف - تشيكوسلوفاكيا) لاعب كرة قدم تشيكي يلعب حاليا لصالح نادي الدرجة الأولى فرايبورغ الألماني منذ 2007 في مركز قلب الدفاع كما يجيد اللعب في مركز الوسط المحوري .

## روابط خارجية
- بافيل كرماش على موقع إي إس بي إن إف سي (الإنجليزية)
- بافيل كرماش على موقع قاعدة بيانات كرة القدم.إي يو (الإنجليزية)
- بافيل كرماش على موقع بيانات كرة القدم. دي إي (الألمانية)
- بافيل كرماش على موقع Soccerway.com (الإنجليزية)
- بافيل كرماش على موقع عالم كرة القدم.نت (الإنجليزية)
- بافيل كرماش على موقع AS.com (الإسبانية)